# Gouvernement Aphaiwong II
Thaïlande
13e cabinet
(Seni Pramot I) 15e cabinet
(Pridi Banomyong I)
Le deuxième gouvernement Khuang Aphaiwong (thaï : คณะรัฐมนตรีควง อภัยวงศ์ 2, litt. Cabinet Khuang Aphaiwong 2) est le quatorzième gouvernement de la Thaïlande entre le 2 février et le 24 mars 1946.
De nouveau dirigé par Khuang Aphaiwong, précédemment Premier ministre entre 1944 et 1945, il s'agit de son deuxième gouvernement formé à la suite de l'élection législative du 6 janvier.
Succédant au premier gouvernement de Seni Pramot, le premier gouvernement de Pridi Banomyong lui succède.

## Historique du mandat

### Formation
À la suite de la dissolution de la troisième législature de la Chambre des représentants, demandée par Seni Pramot, Premier ministre sortant, puis acceptée par le roi Rama VIII, et effective le 15 octobre 1945, une élection législative se tient le 6 janvier 1946. À l'issue de celle-ci, 96 députés sont élus sans étiquette, les partis politiques n'existant pas encore dans le pays.
La quatrième législature de la chambre basse, nouvellement élue, se réunit le 31 janvier 1946 pour élire un nouveau Premier ministre pour succéder à Seni Pramot. Deux candidats y sont alors présentés : Khuang Aphaiwong, ancien Premier ministre de 1944 à 1945, et Direk Chainam, ministre des Finances au sein du gouvernement précédent. Sur 152 votants (membres élus, de premier type, et membres nommés par le roi, de second type), 86 voix vont en faveur de Khuang Aphaiwong, tandis que 66 vont pour Direk Chainam. Il obtient ainsi la majorité absolue au sein des députés sans étiquette, mais aussi plus largement, de la chambre.
| Position                                                   | Voix | %     |
| ---------------------------------------------------------- | ---- | ----- |
| KHUANG APHAIWONG                                           | 86   | 56,57 |
| DIREK CHAINAM                                              | 66   | 43,42 |
| Nombre de suffrages exprimés : 152 — Majorité absolue : 76 |      |       |

À la suite de son élection, celui-ci est nommé et investi Premier ministre le même jour.
Son gouvernement est ensuite formé, nommé et investi deux jours plus tard, le 2 février. Celui-ci reçoit la confiance de la chambre basse lors de sa déclaration de politique générale le 8.

### Fin
Lors d'une session de la Chambre des représentants, un projet de loi visant à protéger les dépenses publiques en cas de crises, présenté par le député Thong-in Phuripat, député d'Ubon Ratchathani. Le gouvernement ne veut cependant pas se conformer au projet de loi, craignant que la population ne l'accepterait pas. La Chambre des représentants pousse alors le gouvernement à s'y conformer par un vote de 65 voix, contre 63.
Face à cela, le Premier ministre ainsi que son gouvernement remettent leur démission le 18 mars 1946. 

## Composition

### Premier ministre et ministres
| Fonction                                 | Nom                                 |
| ---------------------------------------- | ----------------------------------- |
| Premier ministre Ministre des Transports | Khuang Aphaiwong                    |
| Ministre des Finances                    | Tianliang Huntrakul                 |
| Ministre des Affaires étrangères         | Seni Pramot                         |
| Ministre de la Défense                   | Chit Mansin Sinadyotharak           |
| Ministre de l'Agriculture                | Man Arunlak                         |
| Ministre de la Santé publique            | Kuan Jintakhun                      |
| Ministre de l'Industrie                  | Bung Supachalasai                   |
| Ministre de la Justice                   | Jit na Songkhla                     |
| Ministre du Commerce                     | Muni Mahasantana Wechayantrangsarit |
| Ministre de l'Intérieur                  | Srisena Sombatsiri                  |
| Ministre de l'Éducation                  | Tree Teeranasan                     |
| Ministre sans portefeuille               | Chom Jarurat                        |
| Ministre sans portefeuille               | Nom Ketnuti                         |
| Ministre sans portefeuille               | Liang Chaiyakan                     |
| Ministre sans portefeuille               | Somthawin Thepakham                 |
| Ministre sans portefeuille               | Suwicha Panthaset                   |
| Ministre sans portefeuille               | Yai Sawitchat                       |
| Ministre sans portefeuille               | Fong Sittitham                      |
| Ministre sans portefeuille               | Boonteng Thongsawat                 |